# آرچانا پوران سینگ
آرچانا پوران سینگ (به انگلیسی: Archana Puran Singh) (زاده ۲۶ سپتامبر ۱۹۶۲) بازیگر، مدل هندی است.
از فیلم‌هایی که وی در آن نقش داشته‌است می‌توان به ضربه چپ و راست اشاره کرد.

## فیلم‌شناسی
فهرست برخی از فیلم‌هایی که آرچانا پوران سینگ در آنها به ایفای نقش پرداخته‌است:
- قتل بی‌نقص
- ضربه چپ و راست
- لگد
- نفرت
- عاشق آواره
- تخت روان دالی
- سرگرمی
- مسیر آتش
- توپ آتش
- قصه عشق ۲۰۵۰
- اشک‌ها تبدیل شده‌اند به شعله
- ای خوش‌شانس! ای خوشبختی!
- نقاب
- شعله و شبنم
- حکومت ظلم
- جلوه
- پدر جان اول شما
- کی میدونه فردا چی میشه؟
- پایان عشق
- ضربات زنگ
- من ۲۰ ساله، تو ۱۸ ساله
- جانشین
- دریا دل